# Соловьянчик, Александр Романович
Александр Романович Соловьянчик (02.10.1938 — 26.02.2019) — российский учёный в области транспортного строительства, доктор технических наук, профессор, академик Российской академии транспорта, Заслуженный деятель науки и техники РФ (1995).
Родился 2 октября 1938 года в деревне Капличи Калинковического района Гомельской области. Окончил БГУТ в 1960 году.
В 1968—2015 гг. работал в Научно-исследовательском институте транспортного строительства (ЦНИИС), заведующий, с 2011 главный научный сотрудник лаборатории термодинамики технологических процессов.
С 2013 по 2019 год — главный научный сотрудник ОАО «ЦЛИТ» (Центральная лаборатория инженерной теплофизики).
Научная сфера — создание бездефектных железобетонных конструкций и сооружений, повышение эффективности производства строительных материалов.
Умер 26 февраля 2019 года. Похоронен на Пуршевском кладбище города Балашихи Московской области

## Научные труды
- Энергетические установки на транспортном строительстве : [Учеб. для техникумов трансп. стр-ва] / А. Н. Тарасов, А. Р. Соловьянчик. — М. : Транспорт, 1988. — 262,[1] с. : ил.; 22 см; ISBN 5-277-00038-0 (В пер.) :
- Методические рекомендации по нормированию расхода ТЭР на бурение скважин при выполнении проектно-изыскательских работ / ВНИИ трансп. стр-ва; [Разраб. А. Р. Соловьянчик и др.]. — М. : ЦНИИС, 1985. — 75 с.; 20 см.
- Методические рекомендации по нормированию расхода топлива на выработку тепловой энергии в котельных / ВНИИ трансп. стр-ва; [Разраб. А. Р. Соловьянчик и др.]. — М. : ЦНИИС, 1987. — 67 с., [1] л. табл. : ил.; 21 см.
- Методические рекомендации по нормированию расхода жидкого топлива при производстве земляных работ / ВНИИ трансп. стр-ва; [Разраб. А. Р. Соловьянчик и др.]. — М. : ЦНИИС, 1986. — 75,[1] с.; 21 см.
- Методические указания по расчету сухих доков на температурные воздействия [Текст] / ВНИИ трансп. стр-ва. — Москва : [б. и.], 1977. — 80 с., 1 л. табл. : ил.; 20 см.